# Tarumi-ku
Tarumi (垂水区, Tarumi-ku) est un des neuf arrondissements de Kōbe au Japon. Sa superficie est de 26,89 km2 et sa population est de 219 366 habitants en 2016.

## Transports

### Chemins de fer
- JR West
  - ligne principale Sanyō (ligne JR Kobe) : Shioya, Tarumi et Maiko
- Sanyo
  - ligne principale : Sanyo-Shioya, Takinochaya, Higashi-Tarumi, Sanyo-Tarumi, Kasumigaoka, Maikokoen et NishiMaiko

## Honneur
L'astéroïde (9580) Tarumi est nommé en son honneur.